# Vinotek
Et vinotek er det danske udtryk for en vinhandel, hvor man kan smage vinen i butikken og spise pølse eller ost til.
Ordet stammer fra det italienske ord Enoteca, der betyder det samme og stammer fra det græske ord Οινοθήκη der egentlig betyder "vin depot",
men bruges til at beskrive en særlig type lokal eller regional vinhandel, der opstod i Italien. Begrebet Enoteca har også spredt sig til visse andre lande. Et ægte Enoteca giver primært besøgende eller turister mulighed for at smage vine til en rimelig pris og eventuelt at købe dem.
Enotecaer sælger ofte vin fra lokale vinproducenter for at promovere vinen.
Der findes kun få vinoteker i Danmark, men man ser en stigende tendens.[kilde mangler]